# Pikku Tuolpujärvi
Pikku Tuolpujärvi är en sjö i kommunen Enare i landskapet Lappland i Finland. Sjön ligger 240,6 meter över havet. Arean är 37 hektar och strandlinjen är 3,86 kilometer lång. Sjön  ingår i Neidenälvens huvudavrinningsområde.   Den ligger omkring 360 kilometer norr om Rovaniemi och omkring 1100 kilometer norr om Helsingfors. 